# IC 2856
IC 2856 је спирална галаксија у сазвјежђу Пехар која се налази на листи објеката дубоког неба у Индекс каталогу.
Деклинација објекта је - 12° 53' 26" а ректасцензија 11h 28m 16,3s. Привидна величина (магнитуда) објекта IC 2856 износи 13,7 а фотографска магнитуда 14,5. IC 2856 је још познат и под ознакама MCG -2-29-33, IRAS 11257-1236, PGC 35304.